# Archidiocèse de Bloemfontein
L'archidiocèse métropolitain de Bloemfontein est l'un des cinq archidiocèses de l'Église catholique en Afrique du Sud (en) ; il est situé dans le centre du pays. Son siège est à Bloemfontein, la neuvième ville d'Afrique du Sud par le nombre d'habitants, sa capitale judiciaire et la capitale de la province de l'État-Libre. 

## Historique
L'archidiocèse est créé en 1951 à partir de territoires du vicariat apostolique d'Aliwal (en) et du vicariat apostolique de Kimberley. Il a pour suffragants les diocèses de Bethléem, de Keimoes, de Kimberley, de Kroonstad et de Maseru puis de Leribe à partir de 1952.
En 1961, il perd ses deux suffragants du Lesotho : Maseru, promu archidiocèse métropolitain et Leribe qui devient suffragant de Maseru. 
En 1966, le diocèse de Gaberones est établi et devient son suffragant, tout comme le vicariat apostolique de Francistown (en) à partir de 1998. En 2007, ces deux diocèses couvrant le territoire du Botswana deviennent suffragants de l'archidiocèse de Pretoria.

## Archevêques
- 11 janvier 1951 - 25 juin 1954: Herman Joseph Meysing, O.M.I.
- 18 juillet 1954 - †10 janvier 1966: William Patrick Whelan, O.M.I.
- 6 août 1966 - 24 janvier 1976: Joseph Patrick Fitzgerald, O.M.I., nommé archevêque de Johannesburg
- 27 avril 1978 - †10 juin 1977: Peter Fanyana John Butelezi, O.M.I.
- 2 janvier 1990 - 8 avril 2003: Buti Joseph Tlhagale, O.M.I., nommé archevêque de Johannesburg
- 10 octobre 2005 - 1er avril 2020: Jabulani Adatus Nxumalo, O.M.I.
- depuis le 1er avril 2020: Zolile Peter Mpambani, S.C.I.